# Eduardo Núñez
Eduardo Michelle Núñez Mendez (né le 15 juin 1987 à Saint-Domingue, République dominicaine) est un joueur d'utilité de la Ligue majeure de baseball.
Núñez peut évoluer à plusieurs positions du champ intérieur ainsi qu'au champ extérieur. En 2016 et 2017, il évolue comme joueur de troisième but et voltigeur de gauche des Giants de San Francisco.
En 2016, il est pour la première fois invité au match des étoiles, où il représente son équipe d'alors, les Twins du Minnesota.

## Carrière

### Yankees de New York

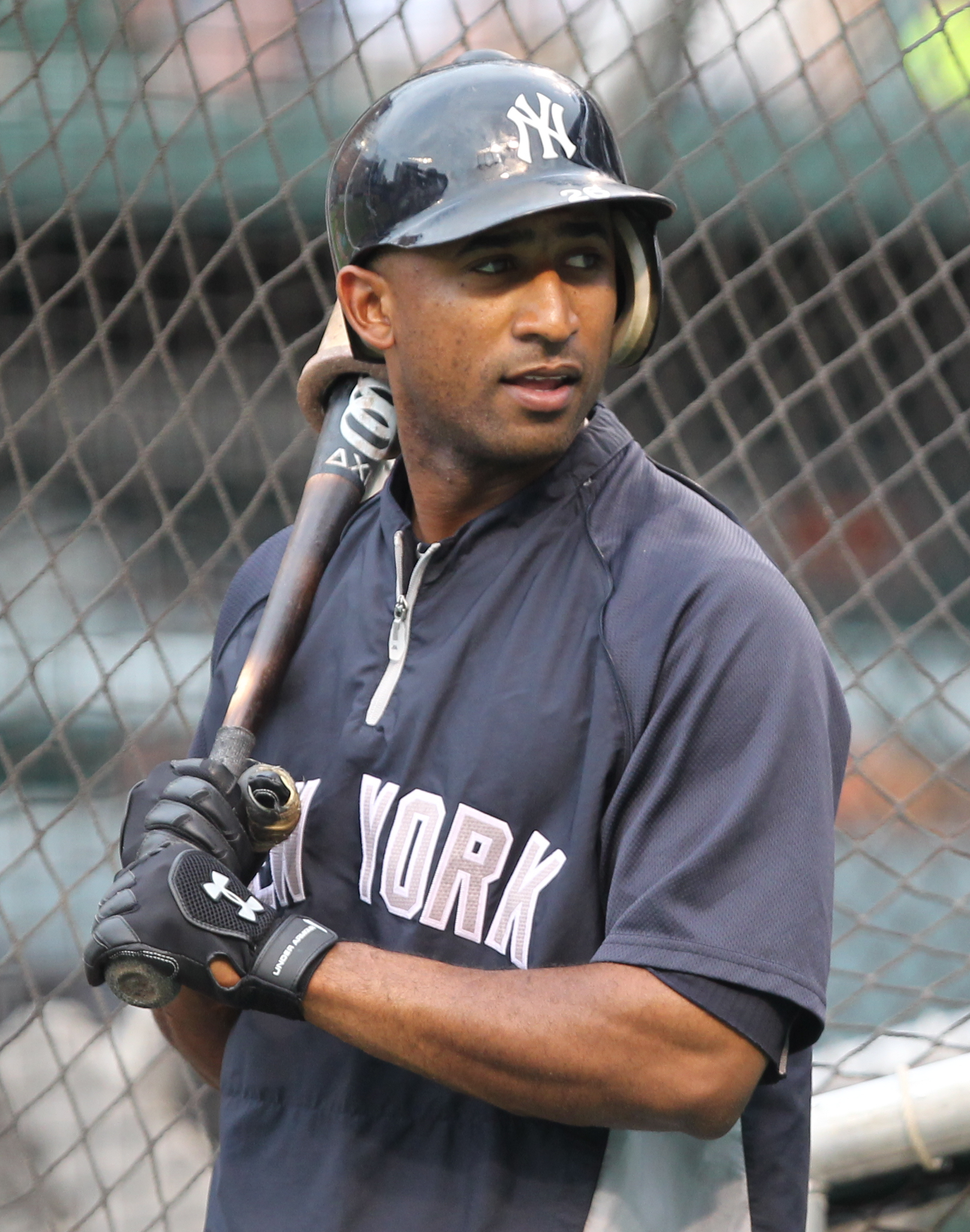
Eduardo Núñez en 2011 avec les Yankees de New York.

Eduardo Núñez signe un contrat avec les Yankees de New York en 2004.
En 2010, alors qu'il évolue avec les Yankees de Scranton, club-école de niveau AAA de la formation new-yorkaise, Núñez est élu au sein des étoiles de la Ligue internationale.
Le 19 août 2010, il est rappelé des ligues mineures par les Yankees de New York après que ceux-ci ont placé le nom de Lance Berkman sur la liste des joueurs blessés. Núñez fait sa première apparition dans un match des majeures le jour même alors qu'il remplace Derek Jeter à l'arrêt-court lors d'une partie face aux Tigers de Detroit.
Le 21 août 2010, Núñez, inséré dans la formation partante des Yankees au troisième but, réussit son premier coup sûr dans les grandes ligues, face au lanceur Jason Vargas des Mariners de Seattle. Il réussit son premier coup de circuit en carrière le 28 août contre le lanceur John Danks des White Sox de Chicago. Il maintient une moyenne au bâton de ,280 avec un circuit et sept points produits en 30 matchs pour les Yankees en 2010.
En 2011, Núñez joue à l'arrêt-court comme substitut de Derek Jeter mais aussi au troisième but pendant la blessure à Alex Rodriguez. Il dispute finalement 112 parties et frappe pour ,265 de moyenne avec cinq coups de circuit et 30 points produits. Il réussit un sommet personnel de 22 buts volés. Il fait sa première apparition en séries éliminatoires, une unique présence comme coureur suppléant dans le 3e match de la Série de division contre les Tigers de Détroit.
Limité à 38 matchs en 2012, Núñez frappe pour une bonne moyenne au bâton de ,292 avec un circuit, 11 points produits et 11 buts volés. Il frappe 3 coups sûrs en 11 pour une moyenne de ,273 dans les séries éliminatoires, et claque notamment un coup de circuit en solo dans le 3e match de la Série de championnat face aux Tigers de Détroit.
En 2013, il entre en jeu dans 90 parties des Yankees, principalement à l'arrêt-court où il remplace Derek Jeter, blessé. Núñez frappe pour ,260 avec 3 circuits, 28 points produits et 10 buts volés. Il égale son record personnel de 38 points marqués en une année, un total identique à celui de la saison 2011.

### Twins du Minnesota

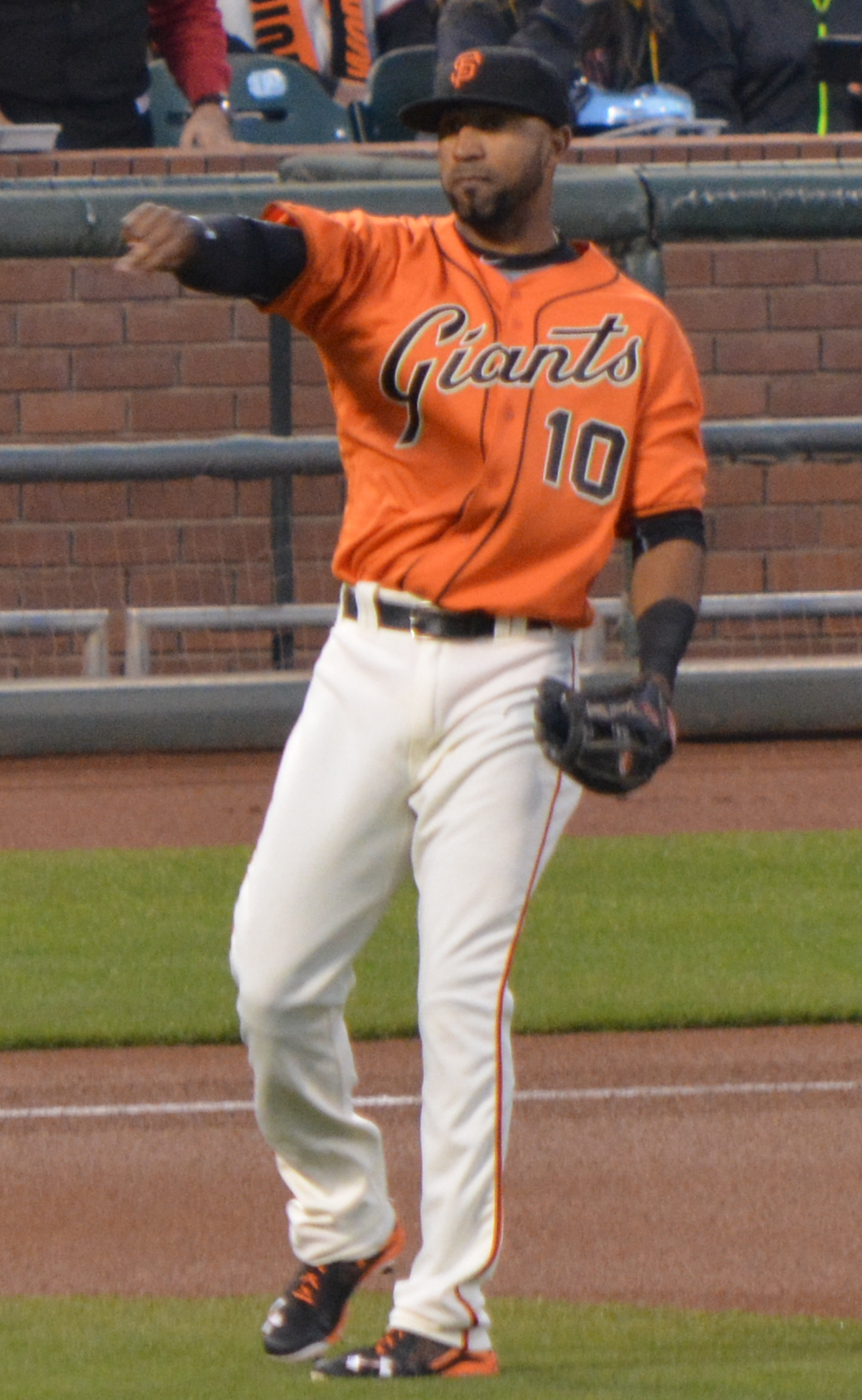
Eduardo Núñez en septembre 2016 avec les Giants de San Francisco.

Le 7 avril 2014, les Yankees échangent Eduardo Núñez aux Twins du Minnesota contre le lanceur gaucher des ligues mineures Miguel Sulbaran.
Après une excellente première moitié de saison 2016, Núñez est invité à représenter les Twins au match des étoiles.

### Giants de San Francisco
Le 28 juillet 2016, les Giants de San Francisco acquièrent Eduardo Núñez afin de remplacer Matt Duffy au poste de joueur de troisième but, et ils cèdent en retour aux Twins le lanceur gaucher Adalberto Mejía.
En 2017, la promotion de Christian Arroyo chez les Giants combinée à une faible production des joueurs de champ gauche incite l'équipe à faire jouer Núñez à cette dernière position et à installer Arroyo au troisième but.

### Red Sox de Boston
Le 26 juillet 2017, les Giants de San Francisco échangent Núñez aux Red Sox de Boston contre les lanceurs droitiers des ligues mineures Shaun Anderson et Gregory Santos.

## Statistiques
| Saison | Équipe                  | G   | AB   | R   | H   | 2B  | 3B | HR | RBI | SB  | BA   |
| ------ | ----------------------- | --- | ---- | --- | --- | --- | -- | -- | --- | --- | ---- |
| 2010   | NY Yankees              | 30  | 50   | 12  | 14  | 1   | 0  | 1  | 7   | 5   | .280 |
| 2011   | NY Yankees              | 112 | 309  | 38  | 82  | 18  | 2  | 5  | 30  | 22  | .265 |
| 2012   | NY Yankees              | 38  | 89   | 14  | 26  | 4   | 1  | 1  | 11  | 11  | .292 |
| 2013   | NY Yankees              | 90  | 304  | 38  | 79  | 17  | 4  | 3  | 28  | 10  | .260 |
| 2014   | Minnesota               | 72  | 204  | 26  | 51  | 7   | 4  | 4  | 24  | 9   | .250 |
| 2015   | Minnesota               | 72  | 188  | 23  | 53  | 14  | 1  | 4  | 20  | 8   | .282 |
| 2016   | Minnesota San Francisco | 141 | 553  | 73  | 159 | 24  | 4  | 16 | 67  | 40  | .288 |
| 2017   | San Francisco Boston    | 114 | 467  | 60  | 146 | 33  | 0  | 12 | 58  | 24  | .313 |
| 2018   | Boston                  | 127 | 480  | 56  | 127 | 23  | 3  | 10 | 44  | 7   | .265 |
| Totaux | Totaux                  | 796 | 2644 | 340 | 737 | 141 | 19 | 56 | 289 | 136 | .279 |

Note : G = Matches joués ; AB = Passages au bâton; R = Points ; H = Coups sûrs ; 2B = Doubles ; 3B = Triples ; 
HR = Coup de circuit ; RBI = Points produits ; SB = Buts volés ; BA = Moyenne au bâton.